# O Correio (Porto)
O Correio: semanário monárquico foi fundado no Porto em 1912, tendo durado até maio do ano seguinte, prefazendo um total de vinte e cinco números. O seu objetivo era enfrentar a recente República  contestando-a no plano político, ideológico e moral, explorando todas as contradições da sua política. Colaboram neste jornal nortenho: Joaquim Leitão (proprietário/diretor), Álvaro Pinheiro Chagas, Aires de Ornelas, Paiva Couceiro e Ramalho Ortigão.